# Chelidonina
La chelidonina è un alcaloide benzilisochinolinico. È presente nella pianta celidonia e nei frutti di piante appartenenti al genere Symphoricarpos.

## Metabolismo
Gli alcaloidi benzilisochinolici (BIA) come la chelidonina sono un gruppo strutturalmente diverso di metaboliti vegetali specializzati su cui sono state svolte molte ricerche. Un numero limitato di famiglie di enzimi sono implicato nel metabolismo della BIA. Mentre alcuni enzimi mostrano una gamma di substrati relativamente ampia, altri sono altamente specifici del substrato.
Un piccolo numero di specie vegetali, tra cui il papavero da oppio (Papaver somniferum) e altri membri dei Ranunculales, sono emersi come sistemi modello per studiare il metabolismo della BIA. Recentemente, l'emergere di trascrittomica, proteomica e metabolomica ha accelerato la scoperta di nuovi geni biosintetici BIA.
In generale, le metiltransferasi del metabolismo BIA accettano un'ampia varietà di substrati alcaloidi con diverse strutture di base, con alcuni che mostrano maggiore flessibilità di altri rispetto alla gamma di substrati.

## Indicazioni
La chelidonina ha attività inibitoria dell'acetilcolinesterasi e butirrilcolinesterasi (una colinesterasi aspecifica). Gli inibitori dell'AChE (acetilcolinesterasi) o anti-colinesterasi inibiscono l'enzima colinesterasi dalla scomposizione dell'ACh, aumentando sia il livello che la durata dell'azione del neurotrasmettitore. A seconda della modalità d'azione, gli AChE-inibitori possono essere suddivisi in due gruppi: irreversibili e reversibili.
Gli inibitori reversibili, competitivi o non competitivi, hanno per lo più applicazioni terapeutiche, mentre gli effetti tossici sono associati a modulatori di attività AChE irreversibili. Gli AChE inibitori reversibili svolgono un ruolo importante nella manipolazione farmacologica dell'attività enzimatica. Questi inibitori includono composti con diversi gruppi funzionali (carbammato, gruppo ammonio quaternario o terziario) e sono stati applicati nella diagnostica e/o nel trattamento di varie malattie come: miastenia grave, AD, ileo postoperatorio, distensione della vescica, glaucoma, così come antidoto al sovradosaggio di anticolinergici.

## Tossicità
La chelidonina è stata studiata in più organismi, ma principalmente in ratti e topi. In questi organismi, dosi subletali di chelidonina hanno causato ptosi, tremore, sedazione e diminuzione della temperatura corporea. La DL50 della chelidonina, somministrata per via intraperitoneale, è di 1,3 g/kg nei topi e di 2 g/kg nei ratti. Non ci sono molti studi sulla tossicità della chelidonina nell'uomo.